# Жэнь Лун
Жэнь Лун (кит. упр. 任龙, пиньинь Ren Long, род. 21 декабря 1988) — китайский биатлонист и лыжник, участник Олимпийских игр.

## Карьера
Первоначально занимался лыжными гонками, представляя Китай на стартах Дальневосточного кубка. В составе национальной группы участвовал в этапе Кубка мира, который проходил в Чанчуне, заняв 41-е место в квалификации спринта. В составе лыжной сборной участвовал на Олимпиаде в Турине, где выступил в двух видах: в дуатлоне занял 62-е место, а в марафоне на 50 км — 63-е.
После Олимпиады перешёл в биатлон и уже в декабре 2006 дебютировал на этапе Кубка Европы в Австрии, где занял 36-е место несмотря на чистую стрельбу. Через неделю, 17 декабря 2006 года дебютировал на Кубке мира в составе китайской эстафеты, которая заняла 12-е место (в настоящее время это достижение является для Жэнь Луна личным рекордом). Месяц спустя дебютировал в личной гонке, заняв в Рупольдинге 93-е место в спринте.
По состоянию на начало 2014 года трижды попадал в очковую зону на кубке мира, причем все три раза на этапах в Осло. Лучшим результатом в карьере является 26-е место в спринтерской гонке, завоёванное в сезоне 2007/2008.  Завершил карьеру в сезоне 2015/2016 годов, заняв 61-е место на кубке IBU
| Год  | Место проведения | Инд | Спр | Пресл | Эст | См. эст |
| ---- | ---------------- | --- | --- | ----- | --- | ------- |
| 2007 | Антерсельва      | 82  | —   | —     | 17  | —       |
| 2008 | Остерсунд        | 77  | 88  | —     | 16  | —       |
| 2011 | Ханты-Мансийск   | 48  | 44  | 55    | —   | 20      |
| 2012 | Рупольдинг       | 96  | 95  | —     | 24  | 26      |
| 2013 | Нове-Место       | 69  | 99  | —     | 17  | 23      |